# Molenvereniging Minden-Lübbecke

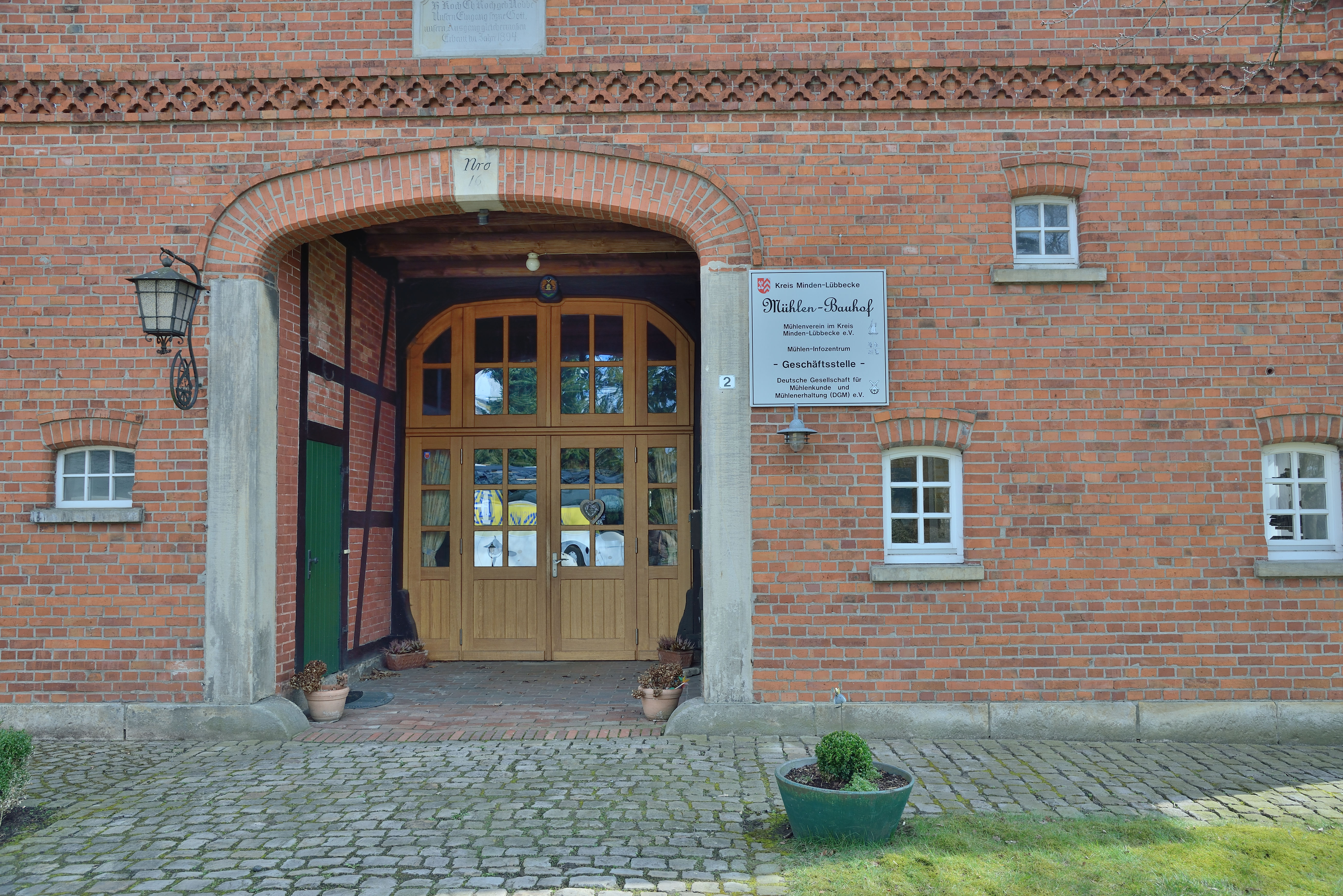
Mühlenbauhof

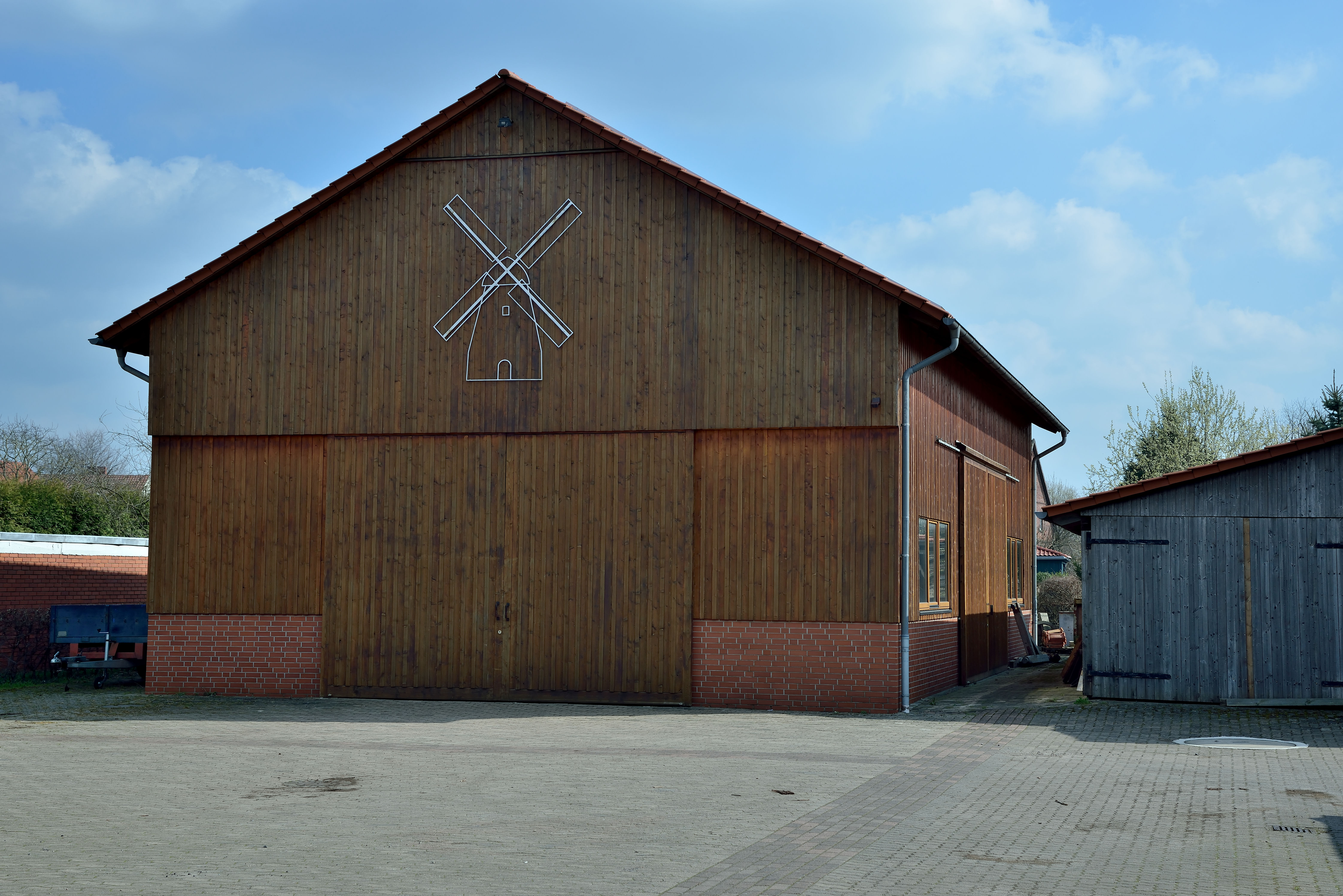
Werk- en opslagruimten

Molenvereniging Minden-Lübbecke (Mühlenverein im Kreis Minden-Lübbecke e.V.) opgericht in 1978 heeft als doel de molens in de Duitse regio Minden-Lübbecke te onderhouden en te restaureren volgens de monumentenregels en -voorschriften en ze onder de aandacht te brengen. De vereniging is een onderdeel van de Deutsche Gesellschaft für Mühlenkunde und Mühlenerhaltung (DGM) e. V..
De vereniging beschikt over een molenboerderij (Mühlenbauhof), waarin de werkplaats met hout- en metaalbewerking, een informatiecentrum, ruimte met verzamelingen, opslagruimte, ontvangstruimte en kantoor zijn gehuisvest. Het bestuur van de vereniging heeft hier zitting.
De boerderij uit 1894 kwam in 1983 in bezit van de vereniging en werd verbouwd voor de nieuwe taken. In 1988 kwam de verbouwing klaar.
In het informatiecentrum is onder andere een presentatie over de Westfalische Mühlenstrasse (een route met 43 gerestaureerde molens) en staan er diverse modellen.